# Aktaş (Buldan)
Aktaş (türkisch für weißer Stein) ist ein Dorf im Landkreis Buldan der türkischen Provinz Denizli. Aktaş liegt etwa 59 km nordwestlich der Provinzhauptstadt Denizli und 11 km westlich von Buldan. Aktaş hatte laut der letzten Volkszählung 160 Einwohner (Stand Ende Dezember 2010).